# Krist Novoselic
Krist Anthony Novoselić II (rođen u Comptonu, SAD, 16. svibnja 1965.) je američki glazbenik hrvatskog podrijetla. Najpoznatiji je kao basist grunge sastava Nirvana.
Pohađao je gimnaziju u Zadru, 1980. godine.  Zajedno s Kurt Cobainom je osnivač sastava Nirvana, koji je izvršio veliki utjecaj na rock glazbu 90-tih godina 20. stoljeća. Nakon tragične smrti Cobaina i raspada Nirvane Novoselic je povremeno nastupao i s drugim sastavima. Trenutno se bavi politikom u SAD-u.

## Zanimljivosti
- Iako je njegovo ime u engleskoj varijanti zapisano kao Chris, Novoselić je iz poštovanja prema svojim hrvatskim korijenima to ime promijenio 1993. godine u njegov izvorni oblik - Krist.